# جون فرينش (سائق سباق)
جون فرينش (بالإنجليزية: John French)‏ هو سائق سباق أسترالي، ولد في 28 نوفمبر 1930.

## معرض صور

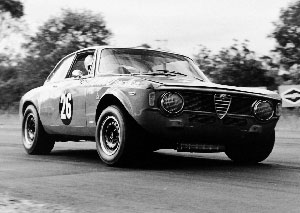
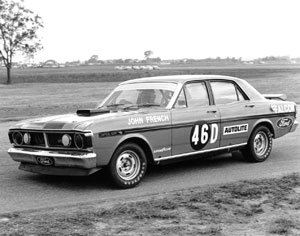
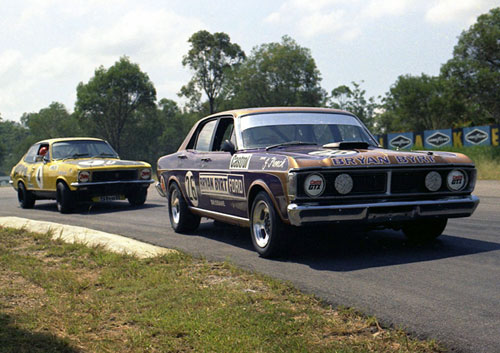
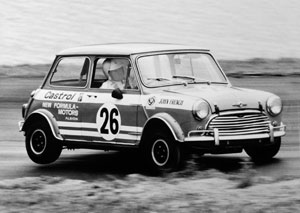
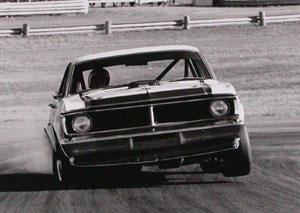
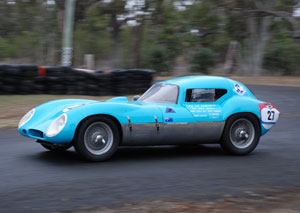